# Leigh Bardugo
Leigh Bardugo (ur. 6 kwietnia 1975 w Jerozolimie) – amerykańska autorka książek dla młodzieży (young adult) i fantasy. Najbardziej znana z powieści umieszczonych w tzw. uniwersum griszów, w tym z dylogii Szóstka wron i trylogii Cień i kość oraz powieści Dziewiąty dom.

## Życiorys
Urodziła się w Jerozolimie, a dorastała w Los Angeles, gdzie wychowywali ją dziadkowie. W jej rodzinie z jednej strony byli niepraktykujący Żydzi pochodzenia hiszpańskiego, z drugiej – Żydzi litewscy i rosyjscy. Studiowała na Uniwersytecie Yale, który ukończyła wiosną 1997 roku. Przed opublikowaniem pierwszej powieści pracowała jako copywriterka i dziennikarka, a także makijażystka przy efektach specjalnych. W części odautorskiej swojej powieści Szóstka wron autorka ujawniła, że cierpi na martwicę kości i czasami musi użyć laski do poruszania się. Bardugo jest także wokalistką w zespole Captain Automatic.

## Kariera literacka
Debiutancka powieść Bardugo, Cień i kość (ang. Shadow and Bone), pierwsza książka z trylogii griszów, została opublikowana w 2012 roku przez Wydawnictwo Macmillan. Książka została nominowana do nagród Romantic Times Book Award i South Carolina Children's Book Award, umieszczona na Indie Next List Book i recenzowana w „The New York Times”. Powieść znalazła się na 8. miejscu listy bestsellerów „New York Timesa”. Prawa do ekranizacji uzyskał David Heyman i wytwórnia DreamWorks. Pozostałe książki z trylogii, Oblężenie i nawałnica (ang. Siege and Storm) oraz Zniszczenie i odnowa (ang. Ruin and Rising), zostały opublikowane przez Macmillan odpowiednio w 2013 i 2014 roku.
Dylogia Szóstka Wron i Królestwo Kanciarzy (ang. Six of Crows i Crooked Kingdom) została opublikowana przez Macmillan w 2015 i 2016 roku. Jest osadzona w tym samym uniwersum, co trylogia griszów (tzw. „Grishaverse”). Pierwszy tom otrzymał tytuł New York Times Notable Book i ALA-YALSA Top Ten Pick of 2016.
W 2017 roku również w Macmillan ukazał się zbiór bajek i podań ludowych Grisza autorstwa Bardugo pt. Język cierni – opowieści snute o północy i niebezpieczna magia (ang. The Language of Thorns: Midnight Tales and Dangerous Magic).
Następnie Bardugo napisała pierwszą książkę z serii DC Icons, która prezentuje największych superbohaterów DC Comics; jej Wonder Woman: Warbringer została wydana przez Penguin Random House w 2017 roku (wyd. polskie 2019 pt. Wonder Woman: Zwiastunka wojny, Wydawnictwo MAG).
Eseje i opowiadania Bardugo znajdują się także w antologiach, takich jak Last Night, A Superhero Saved My Life, Slasher Girls and Monster Boys, Summer Days and Summer Nights.
8 października 2019 w wydawnictwie Flatiron Books ukazała się nowa powieść Bardugo pt. Ninth House. Dwa dni później Amazon Studios zapowiedziało adaptację filmową książki.
W październiku 2019 rozpoczęły się zdjęcia do adaptacji serialowej Netflixa dwóch książek Bardugo: Cień i kość oraz Szóstka wron.
Do września 2015 r. książki Bardugo zostały przetłumaczone na 22 języki i opublikowane w ponad 50 krajach.

## Twórczość

### Uniwersum griszów („Grishaverse”)
| Oryginalny tytuł (rok wydania) | Tłumaczenie Papierowy księżyc (rok wydania) | Tłumaczenie MAG (rok wydania)                                                           |
| ------------------------------ | ------------------------------------------- | --------------------------------------------------------------------------------------- |
| Shadow and Bone (2012)         | Cień i kość (2013)                          | Cień i kość (2019) (Zawiera Zagubiony list Mala do Aliny)                               |
| Siege and Storm (2013)         | Szturm i grom (2014)                        | Oblężenie i nawałnica (2019) (Zawiera Formatorka – opowiadanie o Genyi)                 |
| Ruin and Rising (2014)         | Ruina i rewolta (2015)                      | Zniszczenie i odnowa (2019) (Zawiera Demon w lesie – opowiadanie z dzieciństwa Zmrocza) |

| Tytuł oryginalny                                | Polski tytuł | Rok wydania | Wydane jako:                                               |
| ----------------------------------------------- | ------------ | ----------- | ---------------------------------------------------------- |
| The Witch of Duva                               |              | 2012        | Folktales from Ravka; Język cierni (Wydawnictwo MAG, 2017) |
| The Too-Clever Fox                              |              | 2013        | Folktales from Ravka; Język cierni                         |
| Little Knife                                    |              | 2014        | Folktales from Ravka; Język cierni                         |
| The Demon in the Wood: A Darkling Prequel Story |              | 2015        | Jako dodatek do Zniszczenie i Odnowa                       |
| Ayama and the Thorn Wood                        |              | 2017        | Język cierni                                               |
| The Soldier Prince                              |              | 2017        | Język cierni                                               |
| When Water Sang Fire                            |              | 2017        | Język cierni                                               |

| Tytuł oryginalny (rok wydania) | Polski tytuł (wydawnictwo; rok wydania)     |
| ------------------------------ | ------------------------------------------- |
| Six of Crows (2015)            | Szóstka wron (Wydawnictwo MAG; 2016)        |
| Crooked Kingdom (2016)         | Królestwo kanciarzy (Wydawnictwo MAG; 2017) |

| Tytuł oryginalny (rok wydania) | Polski tytuł (wydawnictwo; rok wydania) |
| ------------------------------ | --------------------------------------- |
| King of Scars (2019)           | Król z bliznami (Wydawnictwo MAG; 2019) |
| Rule of Wolves (2020)          | Rządy wilków (Wydawnictwo MAG; 2020)    |

### Samodzielne
- Wonder Woman: Warbringer (2017), wydanie polskie Wonder Woman: zwiastunka wojny (2019 Wydawnictwo MAG)
- Ninth House (2019), wydanie polskie Dziewiąty dom (2020 Wydawnictwo MAG)

### Eseje
- „We Are Not Amazons” z antologii Last Night a Superhero Saved My Life (2016)

### Opowiadania
- „Verse Chorus Verse” w zbiorze Slasher Girls & Monster Boys, pod red. April Genevieve Tucholke (2015)
- „Head, Scales, Tongue, and Tail” w zbiorze Summer Days and Summer Nights, pod red. Stephanie Perkins (2016)